# Махоба (округ)
Махоба (англ. Mahoba) — округ в индийском штате Уттар-Прадеш. Был образован 11 февраля 1995 года из части территории округа Хамирпур. Административный центр — город Махоба. Площадь округа — 2847 км². По данным всеиндийской переписи 2001 года население округа составляло 708 447 человек. Уровень грамотности взрослого населения составлял 53,28 %, что ниже среднеиндийского уровня (59,5 %).